# Dolina cvijeća
Dolina cvijeća je nacionalni park u Indiji, smješten između visokih planina zapadnih Himalaja, u indijskoj državi Uttarakhand, koji je poznat po svojoj ljepoti i livadama prekrivenima endemskim alpskim cvijećem.
Nacionalni park Dolina cvijeća, površine 87.50 km², je zajedno sa susjednim nacionalnim parkom vrha Nanda Devi, upisan 1988. godine na UNESCO-ov popis mjesta svjetske baštine u Aziji i Oceaniji. Oba parka, i Rezervat životinja Nanda Devi koji zauzima dolinu ledenjaka oko vrhova između 6. – 7,500 m, pripadaju Rezervatu biosfere Nanda Devi  (223,674 ha). Rezervat biosfere Nanda Devi predstavlja prijelazno područje planinakog gorja Zanskar i Velikih Himalaja.
Dolina cvijeća je krajolik blagih brda, ispresjecan bistrim potocima i okružen veoma strmim i uglavnom neprolaznim klancima i stijenama planina poput Nanda Devi na istoku. Njegovu ljepotu su cijenili hinduisti mnogo prije modernih planinara i botaničara. Tijekom cvatnje cijela dolina je prepuna boja stotina vrsta cvijeća koje mijenjaju svoje nijanse tijekom vremena. Više dijelove doline prekrivaju šume breze, a na samom pokrovu većinom rastu orhideje, makovi, neveni i glavočike, dok se od rijetkog cvijeća tu mogu pronaći: Rhododendron arboreum, Lilium oxypetalum, Caltha palustris, Fragaria nubicola, Meconopsis aculeata, Aconitum hookeri, Bistorta affinis, Himalajski plavi mak, Viola biflora, Cotoneaster integrifolius, Saussurea costus i Polygonatum multiflorum, koji obično cvatu u rujnu i kolovozu.
Park je također i dom mnogim vrstama životinja kao što su: azijski mrki medvjed (Ursus thibetanus), tahr (Hemitragus), snježni leopard (Uncia uncia), mošusni jelen (Moschus moschiferus), majmun langur (Semnopithecus),
baral (Pseudois nayaur), himalajski seraj (Capricornis thar), i veliki broj leptira.
- Simbolični put pored groba botaničarke Margaret Legge
- Gaultheria trichophylla
- Jedna vrsta maka u parku
- Himalajski zvončar
- Muha na crvenom cvijetu

## Vanjske poveznice
- Valley of Flowers National Park Information official site (engl.)
- Valley of Flowers National Park (engl.)
- Valley of Flowers in India (engl.)